# ZFC in het seizoen 1962/63
Het seizoen 1962/1963 was het achtste jaar in het bestaan van de Zaandamse betaaldvoetbalclub ZFC. De club kwam uit in de Tweede divisie A en eindigde daarin op de achtste plaats. Tevens deed de club mee aan het toernooi om de KNVB beker, hierin werd de club in de eerste ronde uitgeschakeld door LONGA (1–2).

## Wedstrijdstatistieken

### Tweede divisie A
|       | AGOVV | Alkmaar '54 | Be Quick | De Graafschap | Heerenveen | KFC   | Leeuwarden | N.E.C. | Oldenzaal | Stormvogels | Tubantia | Vitesse | VSV   | Wageningen | Zwartemeer | Zwolsche Boys |
| ----- | ----- | ----------- | -------- | ------------- | ---------- | ----- | ---------- | ------ | --------- | ----------- | -------- | ------- | ----- | ---------- | ---------- | ------------- |
| Thuis | 0 – 0 | 0 – 0       | 6 – 0    | 0 – 0         | 0 – 0      | 0 – 4 | 4 – 0      | 2 – 2  | 1 – 0     | 3 – 0       | 0 – 3    | 1 – 3   | 1 – 3 | 1 – 0      | 3 – 1      | 0 – 0         |
| Uit   | 8 – 1 | 1 – 0       | 0 – 3    | 0 – 0         | 4 – 1      | 1 – 0 | 2 – 3      | 2 – 2  | 2 – 1     | 1 – 0       | 1 – 3    | 1 – 0   | 2 – 2 | 3 – 2      | 0 – 2      | 0 – 1         |

### KNVB beker
| 1e ronde                                         | LONGA              | 2 – 1 (1 – 1) | ZFC           |
| 13 oktober 1962 Plaats: Tilburg Aan de spoorbrug | Jan Druyts 8', 60' |               | 28' Piet Blok |

## Statistieken ZFC 1962/1963

### Eindstand ZFC in de Nederlandse Tweede divisie A 1962 / 1963
| Stand | Gespeeld | Gewonnen | Gelijk | Verloren | Punten | Doelpunten voor | Doelpunten tegen |
| ----- | -------- | -------- | ------ | -------- | ------ | --------------- | ---------------- |
| 8e    | 32       | 11       | 9      | 12       | 31     | 43              | 44               |

### Topscorers
| #              | Naam                          | Goal |
| -------------- | ----------------------------- | ---- |
| 1.             | Piet Blok                     | 10   |
| 2.             | Jan Brouwer                   | 8    |
| 2.             | Ton van der Linde             | 8    |
| 4.             | Jos van Helvert               | 5    |
| 5.             | Piet van der Bor              | 2    |
| 5.             | Piet Out                      | 2    |
| 5.             | Rob de Vries                  | 2    |
| 8.             | Cees Baay                     | 1    |
| 8.             | Siem Brouwer                  | 1    |
| 8.             | Eddy Groote                   | 1    |
| 8.             | Jan Roos                      | 1    |
| 8.             | Kasper Stuive                 | 1    |
| Eigen doelpunt |                               |      |
| –              | Bennie Stuvenfolt (Oldenzaal) | 1    |
| Totaal         | Totaal                        | 43   |

| #      | Naam      | Goal |
| ------ | --------- | ---- |
| 1.     | Piet Blok | 1    |
| Totaal | Totaal    | 1    |